# Агломерация Портленда

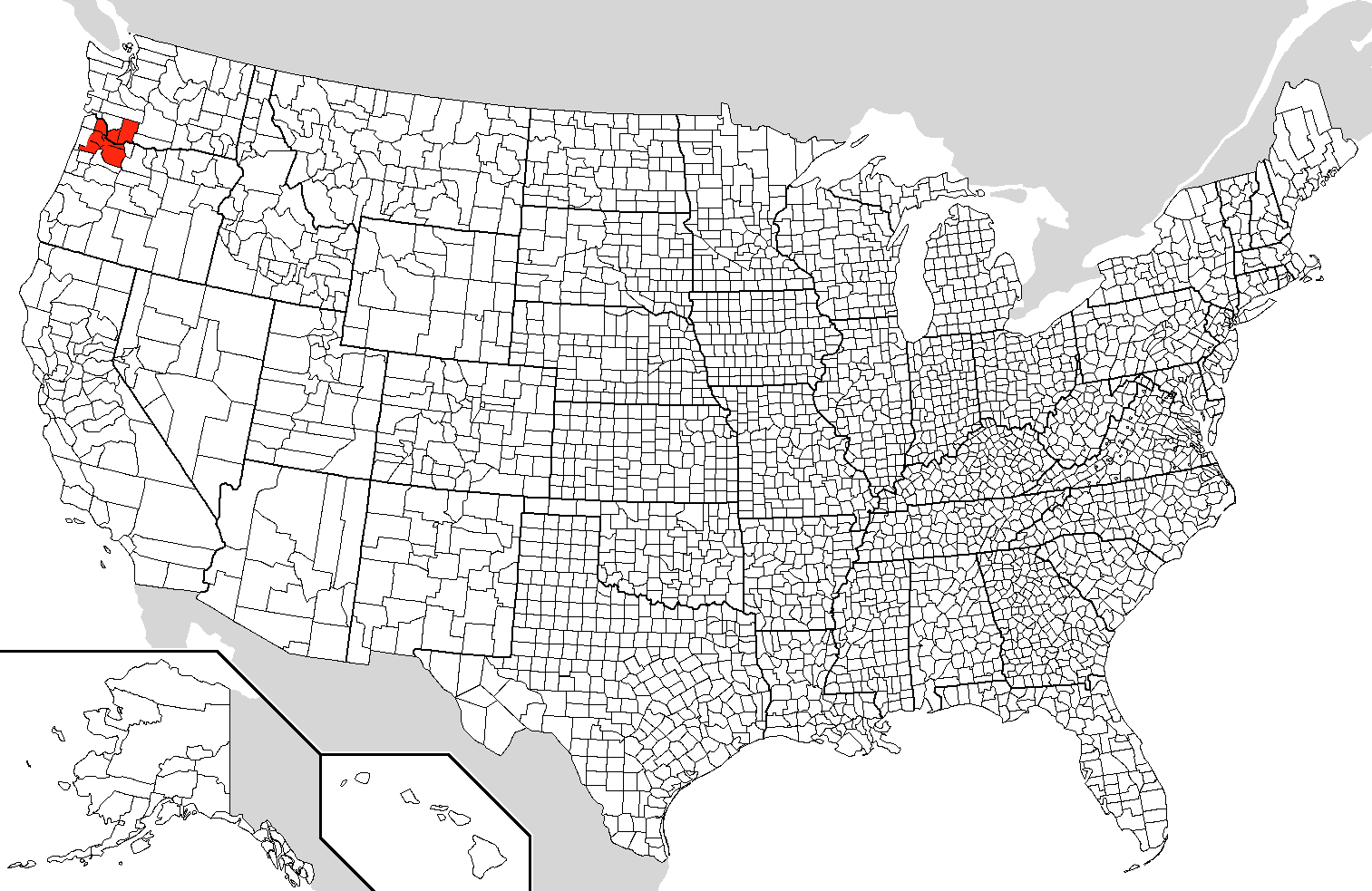
Агломерация Портленда на карте США

Агломерация Портленда или Большой Портленд (англ. Portland metropolitan area) — межрегиональная агломерация в американских штатах Орегон и Вашингтон с центром в городе Портленд в Орегоне. Административно-бюджетное управление США идентифицирует агломерацию как статистический район Портленд — Ванкувер — Хилсборо, и это понятие используется Бюро переписей США и другими государственными организациями. Агломерация включает в себя округа Клакамас, Колумбия, Малтнома, Вашингтон и Ямхилл в Орегоне, а также округа Кларк и Скамейния в Вашингтоне. Население агломерации оценивалось в 2017 году в 2 753 168 человек.
Орегонская часть агломерации является крупнейшим центром урбанизации штата, в то время как вашингтонская часть является третьим по величине центром урбанизации после Сиэтла (агломерация Сиэтла включает города Такома и Эверетт) и Спокана. Части агломерации находятся под управлением Metro — непосредственно избираемого регионального правительства, которое, помимо прочего, отвечает за планирование землепользования в регионе.

## Демография
По данным переписи 2010 года в агломерации насчитывалось 2 226 009 человек, 867 794 домашних хозяйства и 551 008 семей. Расовый состав агломерации был следующим:
- Белые: 81,0 % (неиспаноязычные белые: 76,3 %)
- Латиноамериканцы (любой расы): 10,9 %
- Американцы азиатского происхождения: 5,7 %
- Афроамериканцы: 2,9 %
- Коренные американцы: 0,9 %
- Тихоокеанийцы: 0,5 %
- Две или более расы: 4,1 %
- Другие расы: 4,9 %

В 2010 году медианный доход домашнего хозяйства составлял 53 078 долларов, а медианный доход на семью — 64 290 долларов. Доход на душу населения составил 27 451 доллар США.
На 2010 год агломерация занимала 23-е место по населению в США. 1 789 580 человек проживает в Орегоне (46,7 % населения штата), а остальные 436 429 человек — в Вашингтоне (6,7 % населения штата). Агломерация включает округа Малтнома, Вашингтон, Клакамас, Колумбия и Ямхилл в Орегоне, а также округа Кларк и Скамейния в Вашингтоне. В агломерацию входит сам город Портленд, а также соседние города: Ванкувер, Бивертон, Грешем, Хилсборо, Милуоки, Лейк-Освего, Орегон-Сити, Фэрвью, Вуд-Виллидж, Траутдейл, Туалатин, Тайгард, Уэст-Линн, Батл-Граунд, Камас и Уошугал .
По оценкам 2015 года население статистического района Портленд-Ванкувер-Хилсборо агломерации составляло 3 110 906 человек, что делало его 18-м по населению статистическим районом в стране.

Крупные города агломерации
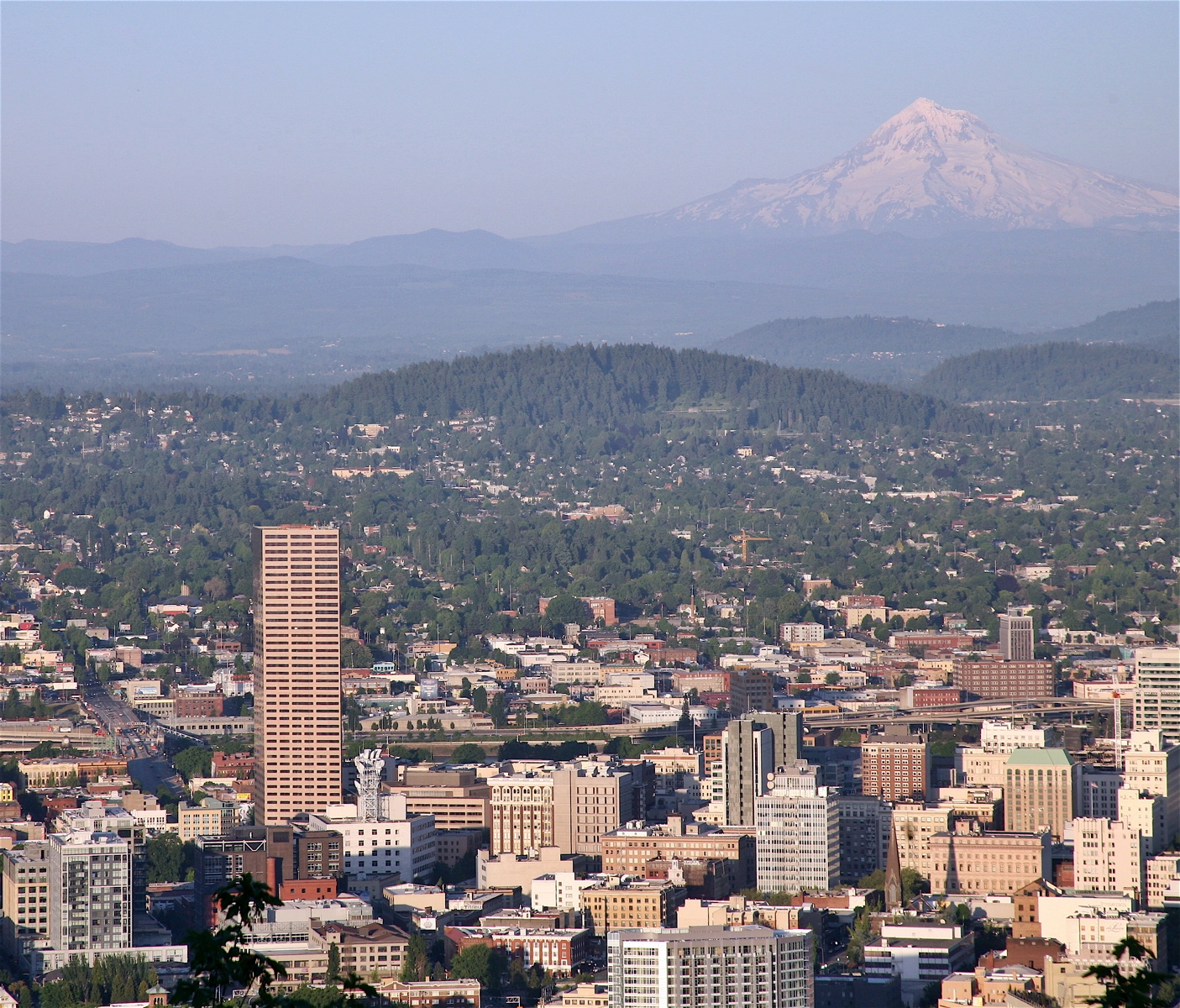
Портленд (Орегон)
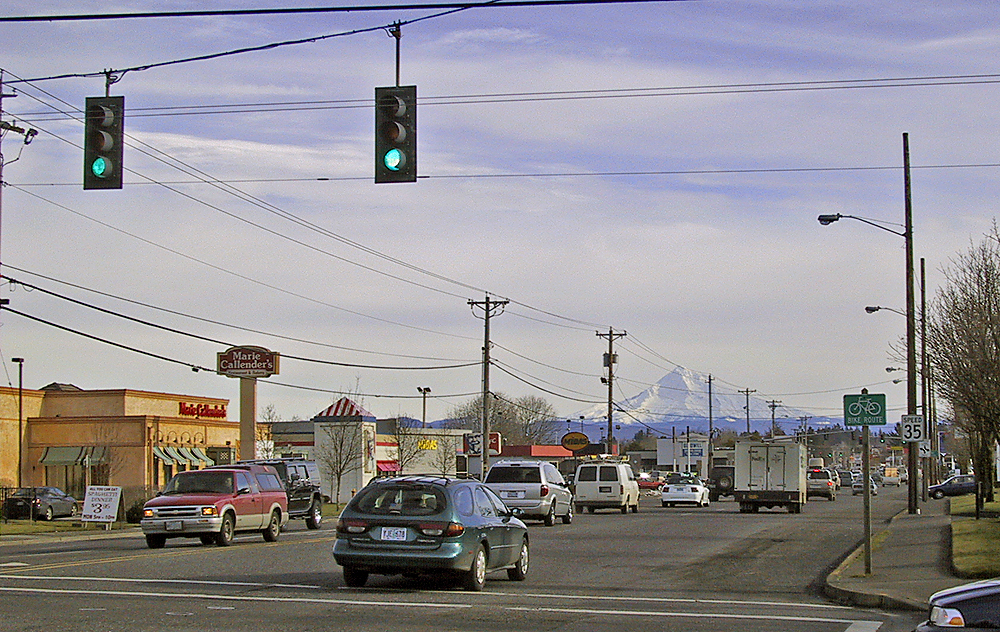
Грешем (Орегон)
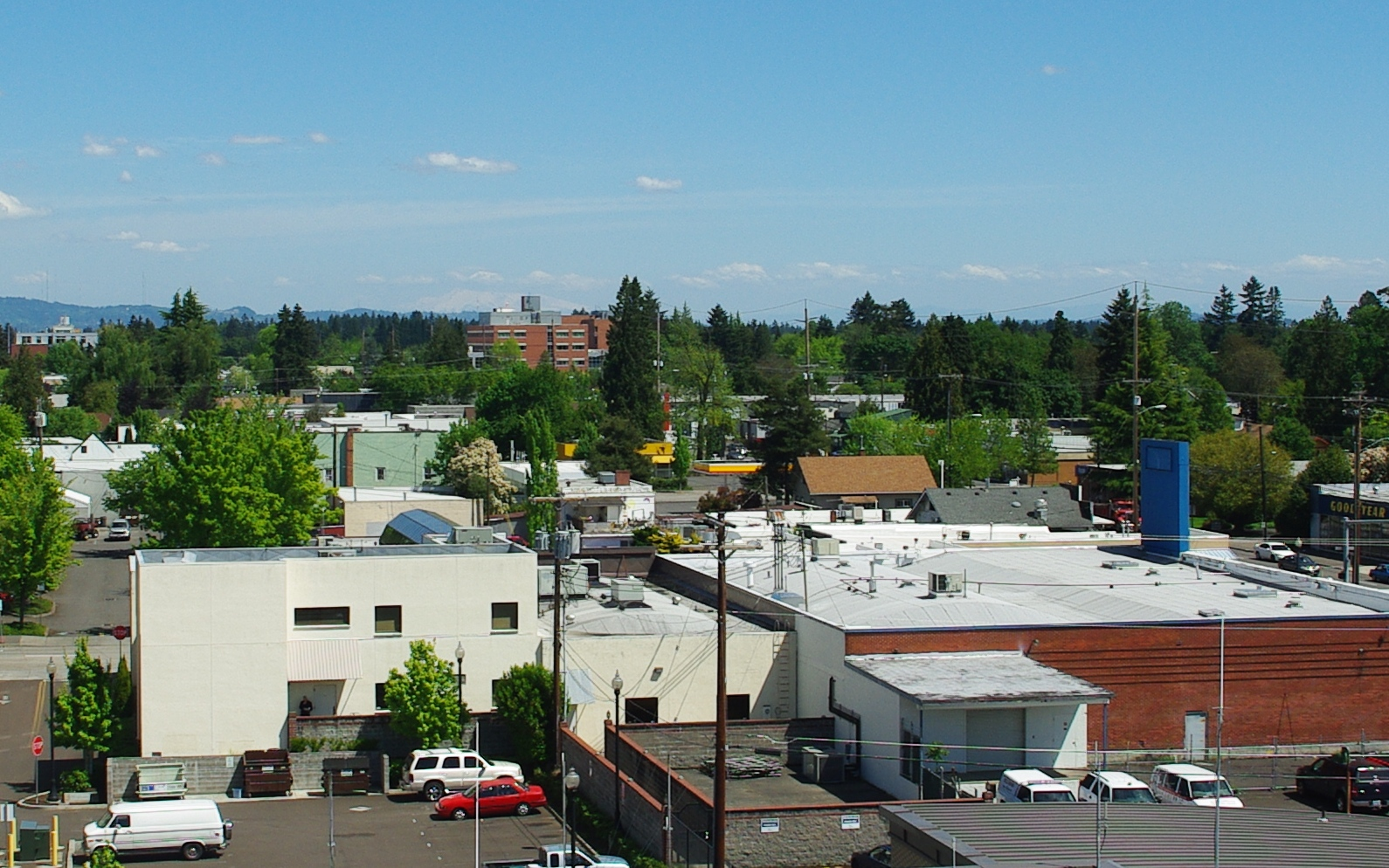
Хилсборо (Орегон)
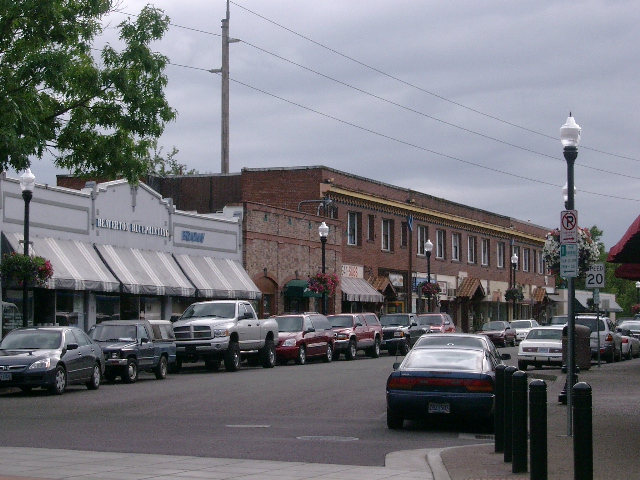
Бивертон (Орегон)
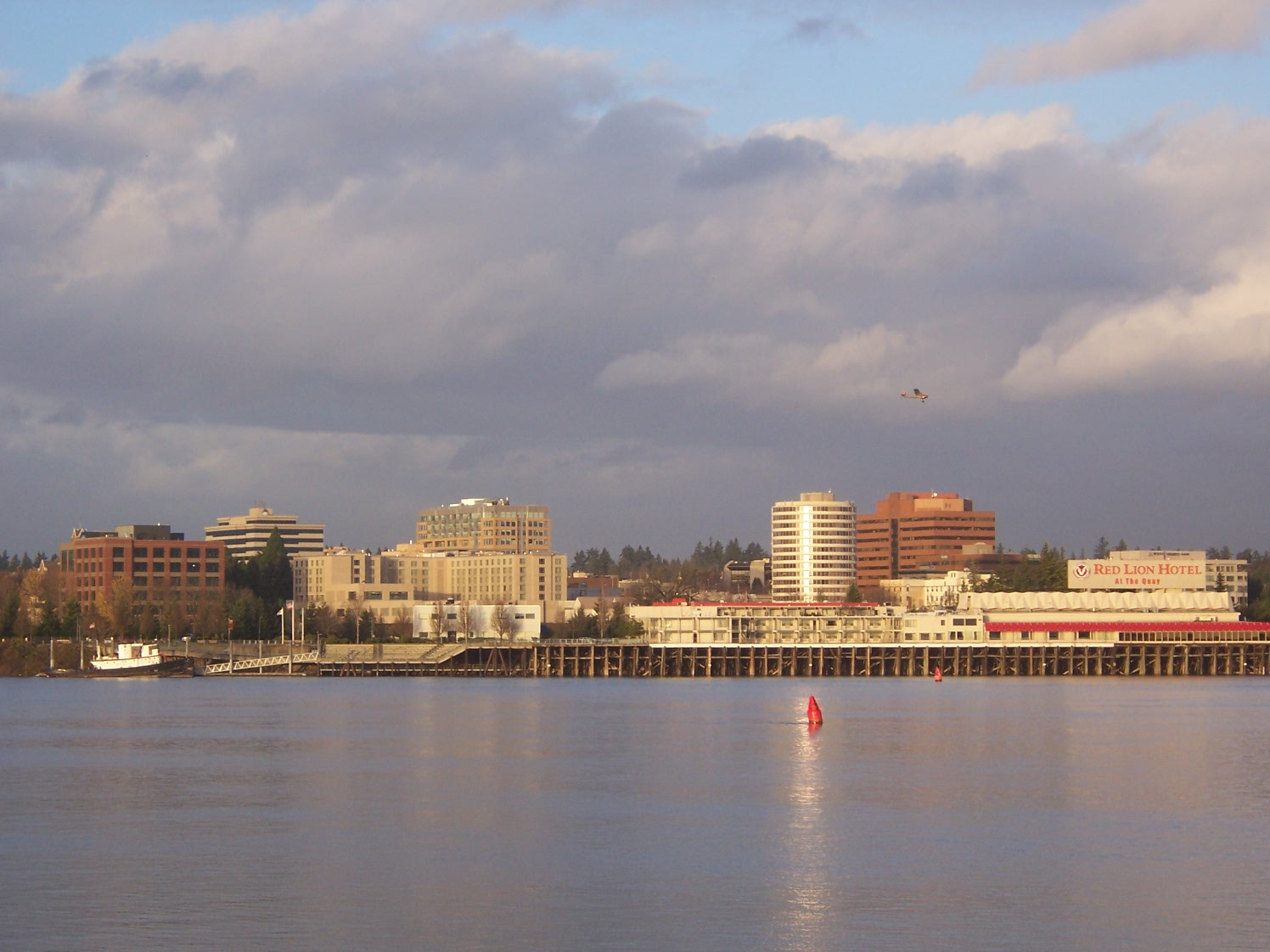
Ванкувер (Вашингтон)

## Транспорт
Основными автомагистралями агломерации являются I-84 и I-5 — одни из главных шоссе на северо-западе США. К другим важным дорогам относятся I-205, US 26, US 30, SR 14 и OR-217, соединяющая US-26 и I-5 на штата. Трассы US-26 и US-30 ведут к побережье Орегона. Трасса SR-500 ведёт от I-5 до дороги SR-503.
Система общественных перевозок в орегонской части агломерации в основном поддерживается компанией TriMet. Кроме неё услуги предоставляют компании Sandy Area Metro, Canby Area Transit, South Metro Area Regional Transit и C-Tran.

### Крупные аэропорты
- Портлендский международный аэропорт
- Аэропорт Портленд-Хилсборо
- Аэропорт Сейлем
- Аэропорт Портленд-Траутдейл

### Основные железные дороги
- Станция Портленд-Юнион Амтрак
- Coast Starlight 11/14 .
- Empire Builder 27/28

## Спорт
В агломерации базируются ряд профессиональных и полупрофессиональных спортивных команд, включая Портленд Трэйл Блэйзерс из НБА, Портленд Тимберс из MLS и Портленд Торнс из Национальной женской футбольной лиги.